# Évora (São Mamede, Sé, São Pedro e Santo Antão)
Évora (São Mamede, Sé, São Pedro e Santo Antão) (oficialmente: União das Freguesias de Évora (São Mamede, Sé, São Pedro e Santo Antão)) é uma freguesia portuguesa do município de Évora, com 1,13 km² de área e 4315 habitantes (censo de 2021). A sua densidade populacional é 3 818,6 hab./km².

## História
A União das Freguesias de Évora (São Mamede, Sé, São Pedro e Santo Antão) é uma freguesia do Município de Évora que engloba a cidade de Évora que foi constituída em 2013 no âmbito de uma reforma administrativa nacional e que agregou as antigas freguesias de São Mamede, Sé e São Pedro e Santo Antão. Tem a sua sede, na antiga freguesia de São Mamede, na Rua do Fragoso, nº. 8. O seu território engloba o centro histórico da cidade de Évora classificado como Património da Humanidade desde 1986.
A cidade de Évora está situada na região do Alentejo, a sul do país, no ponto de confluência de três bacias hidrográficas – Tejo, Sado e Guadiana. Localiza-se aproximadamente à latitude da capital portuguesa, 130 km a este de Lisboa e 64km a oeste de Espanha. A freguesia corresponde à cidade intramuros, classificada como Património da Humanidade pela UNESCO, em 1986. À população residente acresce uma população de residência sazonal ligada à universidade, estimada em cerca de 2000 habitantes.
Ponto de cruzamento milenar de vias e rotas comerciais da península, com ocupação romana conhecida desde 179 a.c., Évora possui uma grande importância política e social para todas as civilizações que habitaram o atual território português. A cidade intramuros, território da atual freguesia, é envolvida por um conjunto de muralhas, com um perímetro de aproximadamente 6 km., constituída em grande parte pela designada Cerca Nova (séc. XIV), que terá sido inicialmente mandada construir durante o reinado de D. Afonso IV, sintoma revelador da enorme expansão da cidade desde o séc. XIII. Esta muralha medieval foi sofrendo várias alterações ao longo do tempo que perduraram até ao reinado de D. Fernando. A cintura muralhada da cidade é completada pela construção do sistema de fortificações Vauban, anexado às muralhas medievais (séc. XVII).
A cidade de Évora está implantada numa zona de pouco relevo orográfico, numa elevação situada entre os 200m de altitude a sul e os 400 m a oeste. Rodeada por terrenos agrícolas, caracterizada por propriedades em regime de latifúndio, a sua economia depende em grande medida do sector primário. Com um clima quente e seco e um regime de pluviosidade torrencial no inverno, a região assume as características típicas de um clima mediterrânico-continental. A cidade desenvolveu-se e expandiu-se na sua envolvente extramuros, durante o séc. XX, com bairros habitacionais e novas zonas industriais.

## Demografia
A população registada nos censos foi:
| Distribuição da População por Grupos Etários | Distribuição da População por Grupos Etários | Distribuição da População por Grupos Etários | Distribuição da População por Grupos Etários | Distribuição da População por Grupos Etários | Distribuição da População por Grupos Etários |
| -------------------------------------------- | -------------------------------------------- | -------------------------------------------- | -------------------------------------------- | -------------------------------------------- | -------------------------------------------- |
| Antes da agregação                           |                                              |                                              |                                              |                                              |                                              |
| Ano                                          | 0-14 anos                                    | 15-24 anos                                   | 25-64 anos                                   | >= 65 anos                                   | Total                                        |
| 2001                                         | 487                                          | 624                                          | 2566                                         | 1991                                         | 5668                                         |
| 2011                                         | 404                                          | 432                                          | 2373                                         | 1529                                         | 4738                                         |
| Após a agregação                             |                                              |                                              |                                              |                                              |                                              |
| Ano                                          | 0-14 anos                                    | 15-24 anos                                   | 25-64 anos                                   | >= 65 anos                                   | Total                                        |
| 2021                                         | 454                                          | 404                                          | 2256                                         | 1201                                         | 4315                                         |

## Política

### Eleições autárquicas
| Data | %     | M   | %     | M  | %       | M       | %    | M    | %       | M       | %     | M   | %      | M      | %     | M     |
| Data | CDU   | CDU | PS    | PS | PSD-CDS | PSD-CDS | B.E. | B.E. | PPD/PSD | PPD/PSD | CDS   | CDS | NC/RIR | NC/RIR | Chega | Chega |
| ---- | ----- | --- | ----- | -- | ------- | ------- | ---- | ---- | ------- | ------- | ----- | --- | ------ | ------ | ----- | ----- |
| 2013 | 37,15 | 6   | 24,42 | 3  | 24,14   | 3       | 7,04 | 1    |         |         |       |     |        |        |       |       |
| 2017 | 32,29 | 4   | 20,31 | 2  |         |         | 8,05 | -    | 19,79   | 2       | 13,64 | 1   |        |        |       |       |
| 2021 | 21,38 | 2   | 18,95 | 2  | 27,41   | 3       | 5,29 | -    |         |         |       |     | 14,40  | 1      | 7,62  | 1     |